# My Girls
My Girls – pierwszy singel zespołu Animal Collective z ich ósmego albumu Merriweather Post Pavilion, wydany 23 marca 2009 roku jako promo CD. Zawiera sample z jednego z pierwszych nagrań house'owych „Your Love” Frankiego Knucklesa i Jamiego Principle'a.

Podczas tras koncertowych w 2007 i 2008 roku była znana jako House. Jak wyjaśnił wokalista Panda Bear w wywiadzie dla Clash tekst piosenki przekazuje, że autor „ma prostą potrzebę posiadania własnego miejsca i zapewnienia bezpiecznego domu dla rodziny i ludzi, którymi się przejmuje”.
Covery utworu nagrali Tears for Fears oraz Taken by Trees (ze zmienionym tekstem i tytułem - „My Boys”).

## Recepcja
Utwór został uznany przez stronę Acclaimedmusic.net za najlepiej oceniany przez krytyków w 2009 roku, 14. w dekadzie i 135. w ogóle.
Magazyn Pitchfork Media nazwał go najlepszym singlem 2009 roku i 9. na liście 500 najważniejszych utworów dekady.
NME umieściło „My Girls” na 5. miejscu listy rocznej i 94. miejscu rankingu najlepszych utworów dekady, a także 91. miejscu „najważniejszych utworów ostatnich 15 lat z 2012 roku”.
Również notowanie Rolling Stone'a umieściło singiel na 13. miejscu rocznej listy.

## Teledysk
Wyreżyserowany przez Jona Vermilyea teledysk przedstawia zespół (trzyosobowy, bez Deakina), wykonujący na żywo utwór z użyciem perkusji, samplera i syntezatora. Jedynie usta członków zespołu i kask Geologista są widoczne, na resztę ciał i tła nałożona jest kolorowa, zmieniająca się animacja. Na końcu ciała „topią się”. Umieszczono go w box secie Animal Crack Box.

## Lista utworów
1. „My Girls” – 5:44